# Varibaculum massiliense
Varibaculum massiliense — вид актинобактерій родини Actinomycetaceae. Описаний у 2021 році.

## Відкриття
Бактерія виділена у 2016 році із сечі 59-річного чоловіка, який проходив хронічний гемодіаліз з приводу діабетичної нефропатії. Місце зібрання типового зразка — Марсель (Франція).

## Назва
Видова назва massiliense походить від Massilia, латинської назви Марселя, де вперше був культивований штам.